# Pyragra obtusifolia
Pyragra obtusifolia är en måreväxtart som beskrevs av Cornelis Eliza Bertus Bremekamp. Pyragra obtusifolia ingår i släktet Pyragra och familjen måreväxter.
Artens utbredningsområde är Madagaskar. Inga underarter finns listade i Catalogue of Life.